# 并四苯
并四苯（英語：Tetracene）是一种多环芳香烃，化学式 C18H12。 外观为浅橙色粉末。并四苯与萘、蒽、并五苯一样属于并苯类芳烃。

## 合成
并四苯可从煤焦油经分馏提纯得到。由邻苯二甲酸酐与相应的萘衍生物的反应，可以合成并四苯。

## 应用
并四苯作为一种有机半导体，被用于有机场效应晶体管（OFET）与有机发光二极管（OLED）的研究。